# Malikâne
Malikâne era una forma di tax farm (appalto delle imposte) introdotta nell'impero ottomano nel 1695. Era intesa come un miglioramento del sistema Iltizam, in cui un esattore delle tasse era responsabile per un solo anno. I contratti di Malikâne erano a vita; questo forniva più sicurezza all'esattore (malikaneci) e un fisco meno oppressivo con i contadini; i malikaneci potevano persino effettuare investimenti per migliorare la produttività. Tuttavia, gli interessi acquisiti - dai mültezim, coloro che beneficiavano del sistema dell'Iltizam, hanno impedito una più ampia adozione del malikâne. Inoltre, il malikâne non poteva essere convertito in vakf, un'importante distinzione dal mülk.
Un appalto delle tasse malikâne, tipicamente per un villaggio o distretto, veniva venduta all'asta al miglior offerente; in cambio della riscossione di tutte le tasse statali (rüsüm) da quella zona, il vincitore dell'asta versava un grosso acconto chiamato muaccele, e poi i pagamenti annuali chiamati mâl. L'asta determinava il pagamento iniziale, soggetto a un prezzo minimo fissato dal tesoro. Un malikaneci poteva finanziare il pagamento iniziale prendendo un prestito da un prestatore o sarraf , che potrebbe prendere una fetta delle entrate fiscali, che poteva generare persino un secondo livello di appalto fiscale.
Al vincitore dell'asta era consegnato un documento denominato "berat", come prova del suo diritto alla riscossione dei tributi. In teoria, quando malikaneci moriva, l'appalto delle tasse sarebbe tornato allo stato, ma un malikaneci poteva dare in eredità il proprio diritto se il tesoro fosse stato d'accordo, facilmente ottenibile corrompendo i funzionari.
Quando il mercato degli appalti delle tasse divenne più competitivo, il tesoro raccolse pagamenti più elevati, con conseguente diminuzione della redditività per gli malikaneci.
Il sistema del malikâne potrebbe essere stato modellato su un precedente sistema di "doppia rendita" pagato dai waqf.
Dal punto di vista del tesoro, malikâne era una fonte di entrate più affidabile. Le aste dei diritti di appalto fiscale locale hanno avuto l'effetto di integrare diversi malikaneci delle tasse provinciali nello stato ottomano,  e hanno anche contribuito a costruire un concetto più moderno di proprietà terriera privata.